# Santo Domingo de la Calzada
Santo Domingo de la Calzada è un comune spagnolo di 6 780 abitanti situato nella comunità autonoma di La Rioja.

## Storia
Questo paese è stato legato al Cammino di Santiago fin dalle sue origini nel secolo XI. Calzada significa carreggiata e, per estensione, sentiero o cammino.
Domingo, un giovane pastore originario della Rioja, fu educato al monastero di Valvanera e volle entrare nel famoso monastero di San Millán de la Cogolla. Quando la sua richiesta fu accolta, divenne assistente di Gregorio di Ostia, il legato pontificio, che lo ordinò sacerdote.
Alla morte di Gregorio, Domingo si ritirò presso il fiume Oja per condurre una vita eremitica e assistere i pellegrini che andavano a Compostela. Si chiamò "de la Calzada" per la sua opera nel mantenimento e miglioramento della vecchia strada romana che portava da Nájera a Redecilla del Camino.  Nell'anno 1044 costruì un ponte sul fiume Oja, il più famoso di tutta una serie di ponti di cui guidò la costruzione. Edificò anche una cappella dedicata a Santa Maria, un ospedale e un albergo per i pellegrini, oggi ristrutturato (Parador Nacional de Turismo).
Quando conquistò la Rioja nel 1076, Alfonso VI di Castiglia, vedendo che il diffondersi del Cammino contribuiva al suo progetto di feudalizzazione di quella zona, divenne il protettore del santo, delle sue opere e della sua città. Il burgo di Santo Domingo de la Calzada, nacque come una manciata di case raccolte attorno alla capanna dell'eremita. Alla morte di Domingo nel 1109, la popolazione era molto cresciuta. La chiesa di Santo Domingo de la Calzada, dove fu sepolto, fu elevata al rango di cattedrale poco tempo dopo.
Le opere di Santo Domingo in favore dei pellegrini di Santiago non terminarono con la sua morte. Molte guarigioni miracolose di pellegrini, accadute in città, si attribuiscono all'intercessione del santo. Si racconta, ad esempio, di un cavaliere francese posseduto dal demonio che fu liberato dallo spirito maligno davanti alla tomba del santo; o che Bernardo, un pellegrino tedesco del XV secolo che guarì di una infezione purulenta agli occhi durante la visita alla tomba di Santo Domingo. Oggi, nove tavole dipinte decorano una parete della cattedrale e narrano i miracoli del santo. All'interno della cattedrale si trova un pollaio, la cui presenza è legata ad una tradizione.

## Società

### Evoluzione demografica
-

## Amministrazione

### Gemellaggi
- Winnenden